# Mycena alcalina
Mycena alcalina är en svampart som först beskrevs av Elias Fries, och fick sitt nu gällande namn av Paul Kummer 1871. Mycena alcalina ingår i släktet Mycena och familjen Mycenaceae.   Inga underarter finns listade i Catalogue of Life.

## Bildgalleri

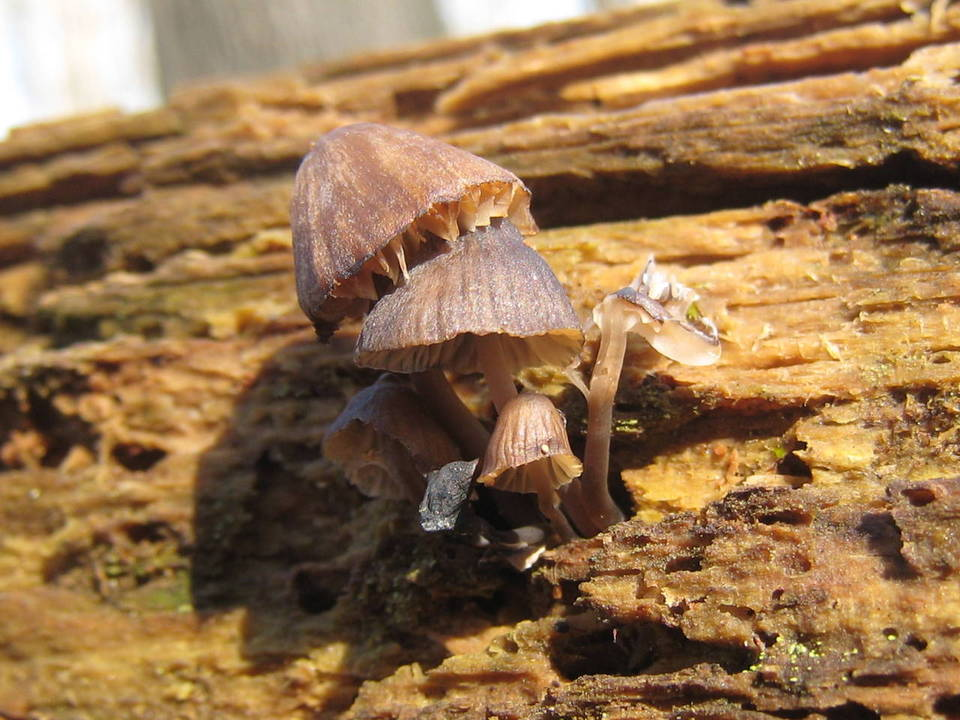
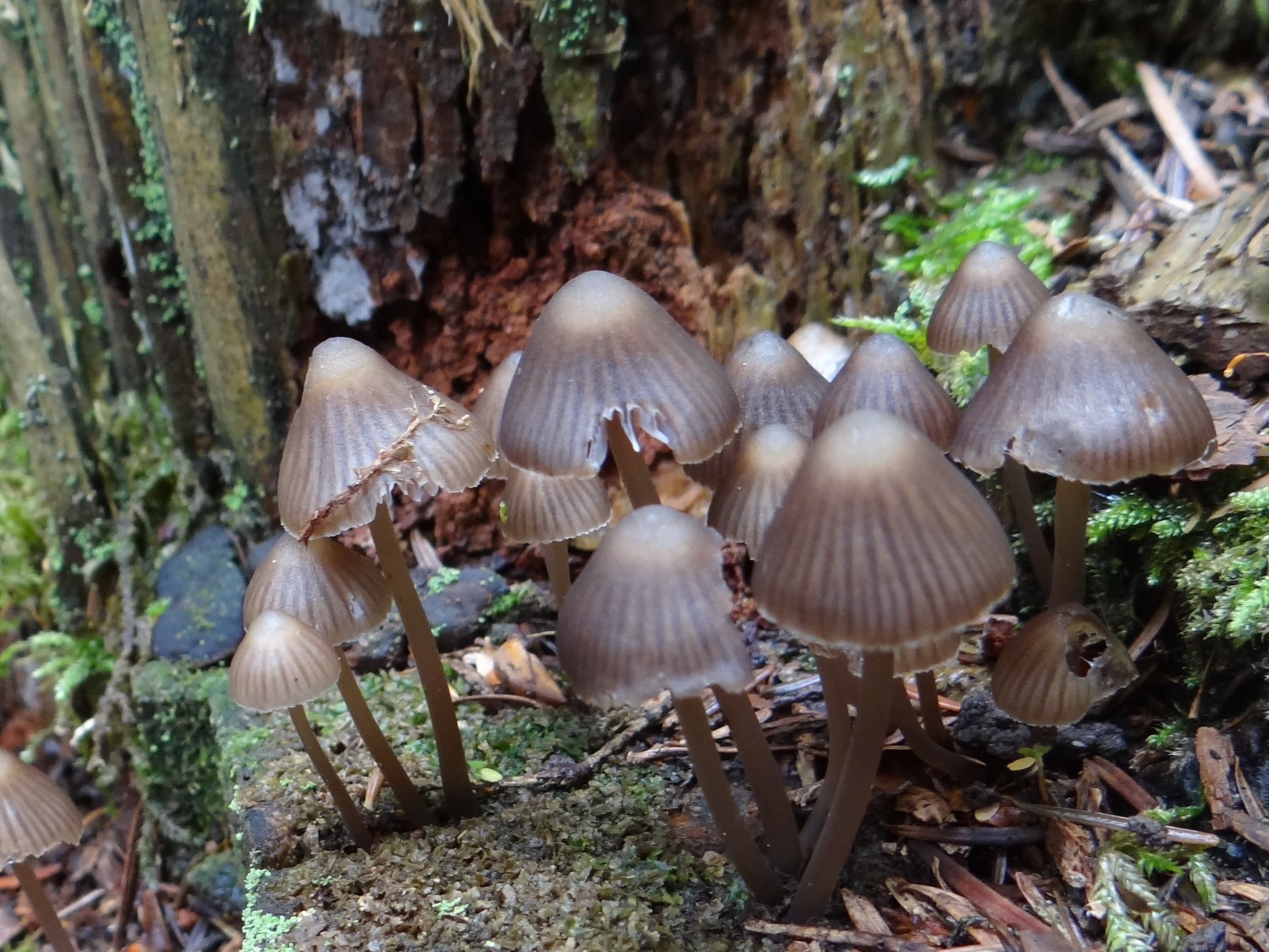
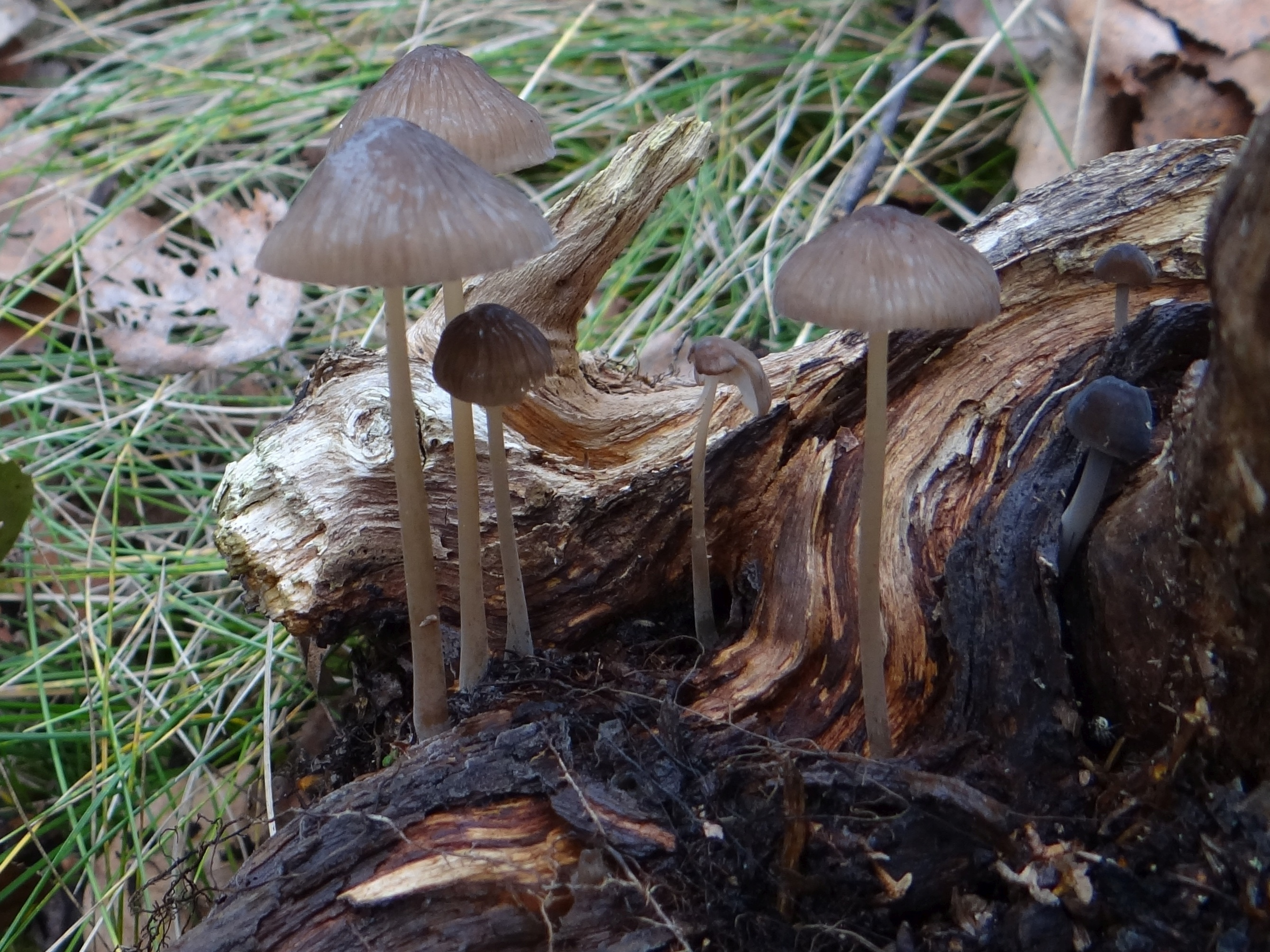